# Orlové (Považská Bystrica)

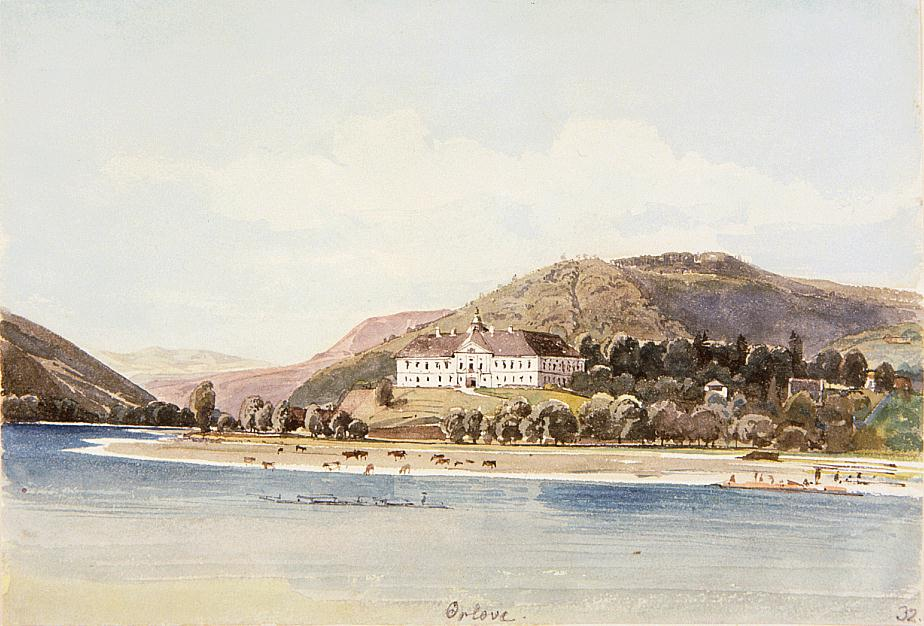
Kaštel Orlové na kresbě z 19. století

Orlové je slovenská obec, od roku 1971 městská část Považské Bystrice.

## Obyvatelstvo
V obci žije 629 obyvatel.

## Geografie
Rozloha katastrálního území obce je 6,04 km².

## Pamětihodnosti
- Kaštel z roku 1612
- Kaple sv. Jana Nepomuckého.
- Orlovský most